# Sant Remic de Velai
Vergezac és un municipi francès situat al departament de l'Alt Loira i a la regió d'Alvèrnia-Roine-Alps. L'any 2007 tenia 433 habitants.

## Demografia

### Població
El 2007 la població de fet de Vergezac era de 433 persones. Hi havia 170 famílies de les quals 32 eren unipersonals (20 homes vivint sols i 12 dones vivint soles), 69 parelles sense fills, 53 parelles amb fills i 16 famílies monoparentals amb fills.
La població ha evolucionat segons el següent gràfic:
Habitants censats

### Habitatges
El 2007 hi havia 227 habitatges, 169 eren l'habitatge principal de la família, 46 eren segones residències i 12 estaven desocupats. 223 eren cases i 4 eren apartaments. Dels 169 habitatges principals, 129 estaven ocupats pels seus propietaris, 30 estaven llogats i ocupats pels llogaters i 9 estaven cedits a títol gratuït; 2 tenien dues cambres, 16 en tenien tres, 40 en tenien quatre i 110 en tenien cinc o més. 137 habitatges disposaven pel capbaix d'una plaça de pàrquing. A 74 habitatges hi havia un automòbil i a 82 n'hi havia dos o més.

### Piràmide de població
La piràmide de població per edats i sexe el 2009 era:
| Homes | Edats   | Dones |
| ----- | ------- | ----- |
| 0     | 95 o +  | 0     |
| 0     | 90 a 94 | 0     |
| 4     | 85 a 89 | 0     |
| 0     | 80 a 84 | 8     |
| 0     | 75 a 79 | 8     |
| 12    | 70 a 74 | 12    |
| 16    | 65 a 69 | 16    |
| 8     | 60 a 64 | 12    |
| 8     | 55 a 59 | 12    |
| 16    | 50 a 54 | 12    |
| 24    | 45 a 49 | 8     |
| 8     | 40 a 44 | 24    |
| 12    | 35 a 39 | 8     |
| 20    | 30 a 34 | 12    |
| 8     | 25 a 29 | 12    |
| 16    | 20 a 24 | 20    |
| 20    | 15 a 19 | 12    |
| 16    | 10 a 14 | 4     |
| 16    | 5 a 9   | 0     |
| 12    | 0 a 4   | 8     |

## Economia
El 2007 la població en edat de treballar era de 270 persones, 211 eren actives i 59 eren inactives. De les 211 persones actives 199 estaven ocupades (117 homes i 82 dones) i 12 estaven aturades (3 homes i 9 dones). De les 59 persones inactives 14 estaven jubilades, 23 estaven estudiant i 22 estaven classificades com a «altres inactius».

### Ingressos
El 2009 a Vergezac hi havia 172 unitats fiscals que integraven 429,5 persones, la mediana anual d'ingressos fiscals per persona era de 13.555 €.

### Activitats econòmiques
Dels 20 establiments que hi havia el 2007, 1 era d'una empresa de fabricació d'altres productes industrials, 5 d'empreses de construcció, 5 d'empreses de comerç i reparació d'automòbils, 2 d'empreses de transport, 5 d'empreses d'hostatgeria i restauració, 1 d'una empresa d'informació i comunicació i 1 d'una empresa classificada com a «altres activitats de serveis».
Dels 8 establiments de servei als particulars que hi havia el 2009, 2 eren tallers de reparació d'automòbils i de material agrícola, 1 paleta, 2 fusteries, 2 electricistes i 1 restaurant.
L'any 2000 a Vergezac hi havia 39 explotacions agrícoles que ocupaven un total de 1.525 hectàrees.

## Equipaments sanitaris i escolars
El 2009 hi havia una escola elemental.

## Poblacions més properes
El següent diagrama mostra les poblacions més properes.